# 9387 Tweedledee
9387 Tweedledee (1994 CA) là một tiểu hành tinh vành đai chính bên trong được phát hiện ngày 2 tháng 2 năm 1994 bởi H. Shiozawa và T. Urata ở Fujieda.